# Munții Rodnei

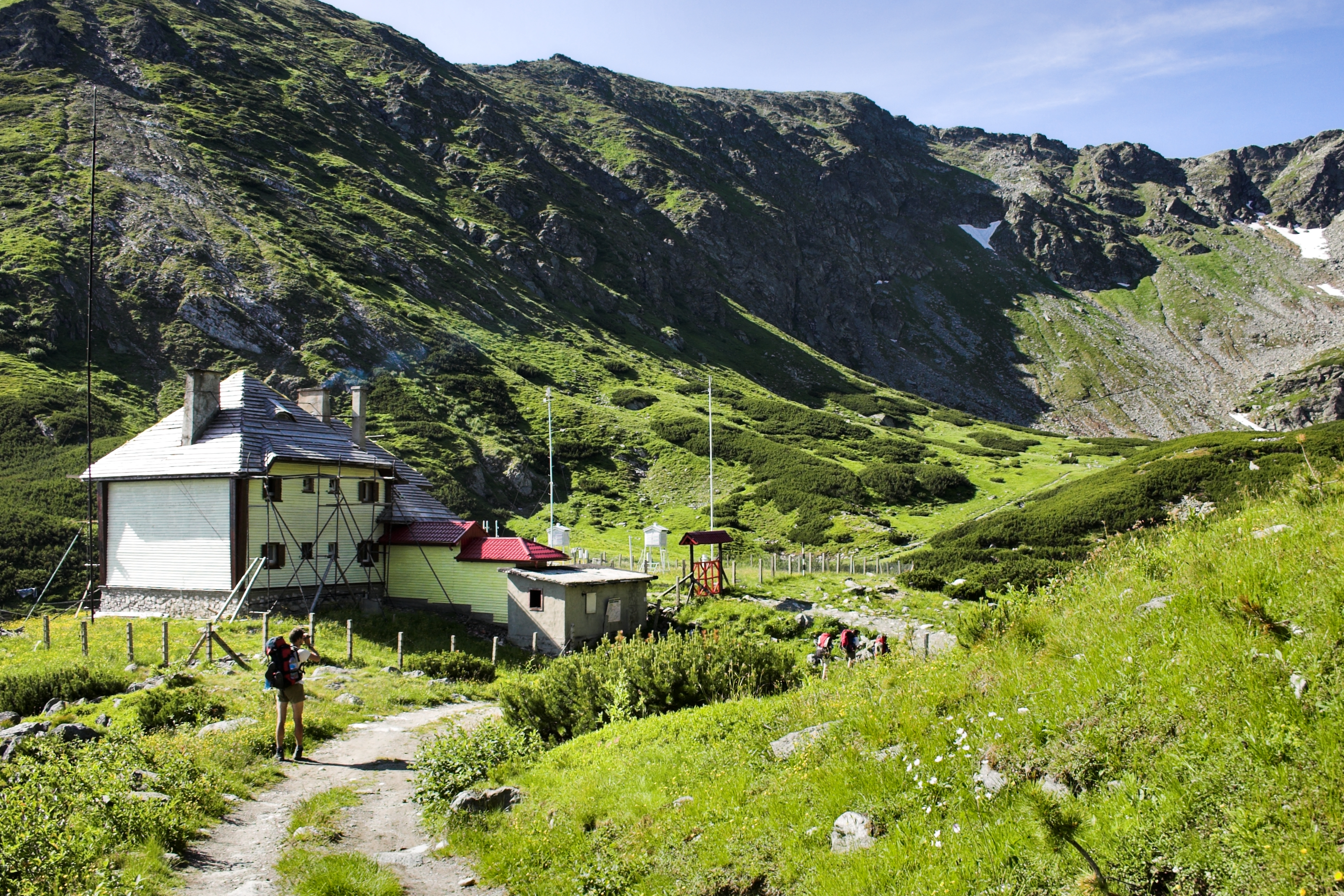
Vârful Pietrosu (2.303m)

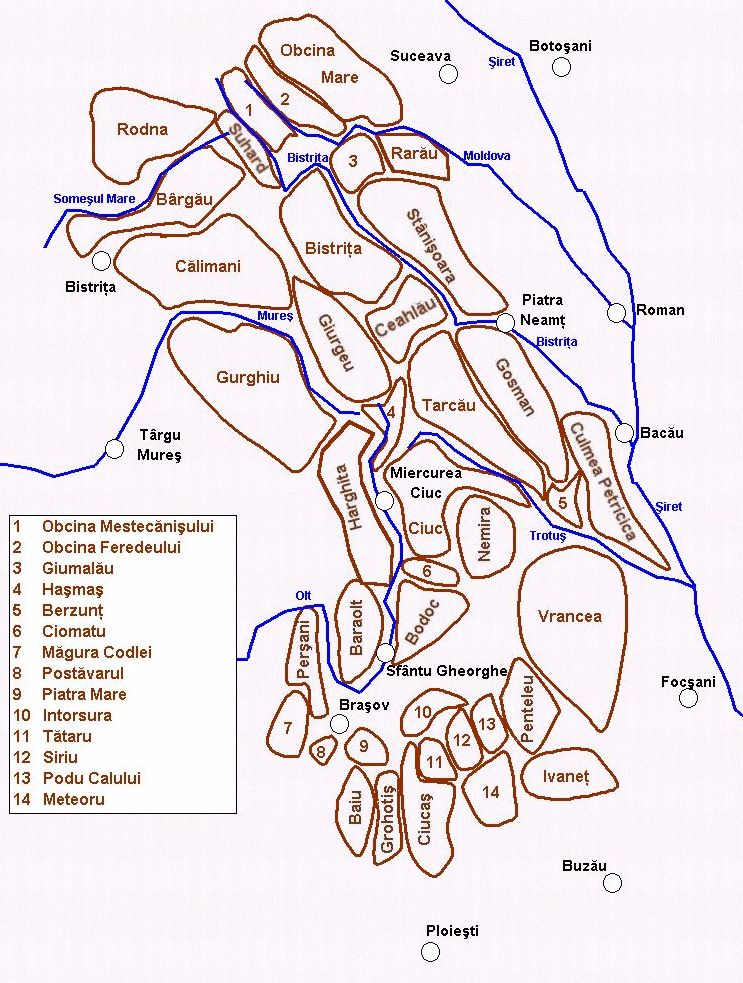
Poziţia Munţilor Rodnei în cadrul Carpaţilor Orientali

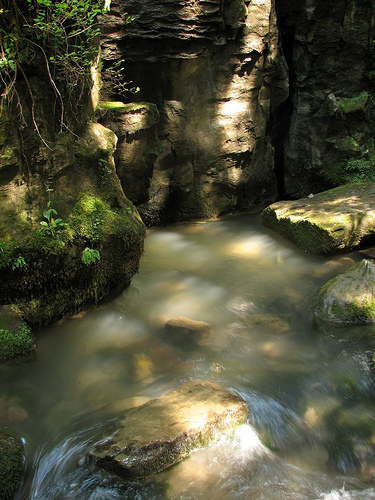
Izvorul albastru al Izei

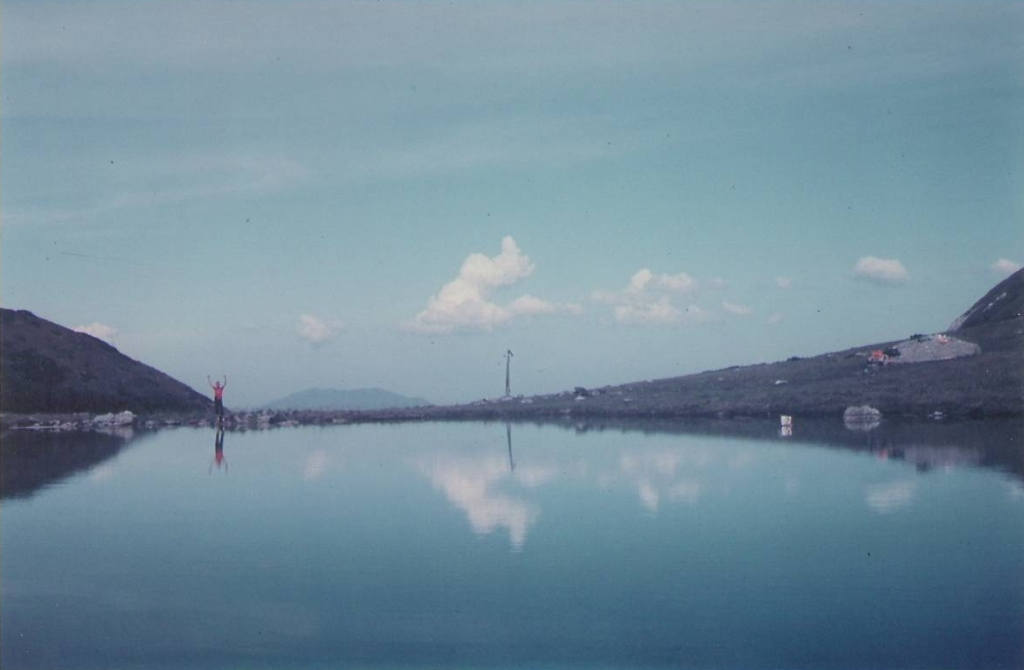
Lacul Iezer, Munţii Rodnei

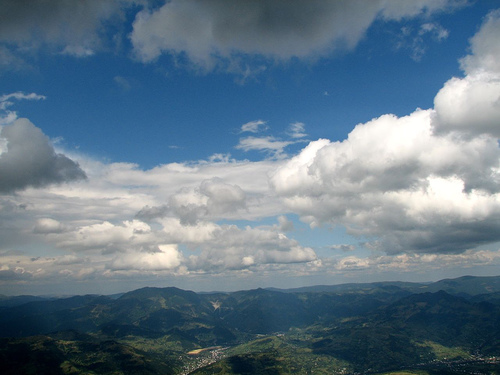
Vedere de pe Pietrosul Rodnei

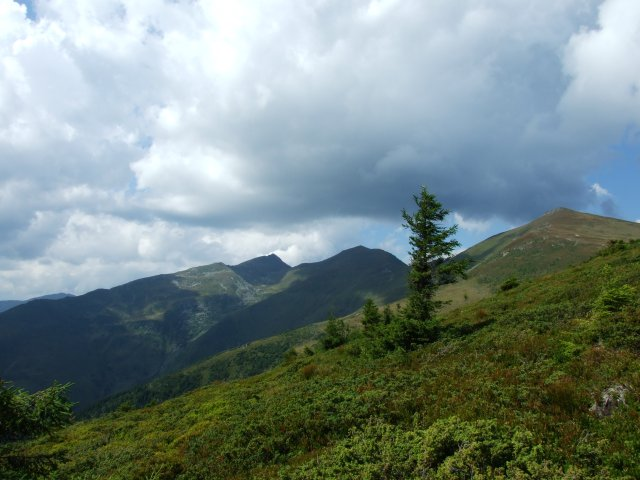
Vârfurile Ineu, Ineuț, Roșu

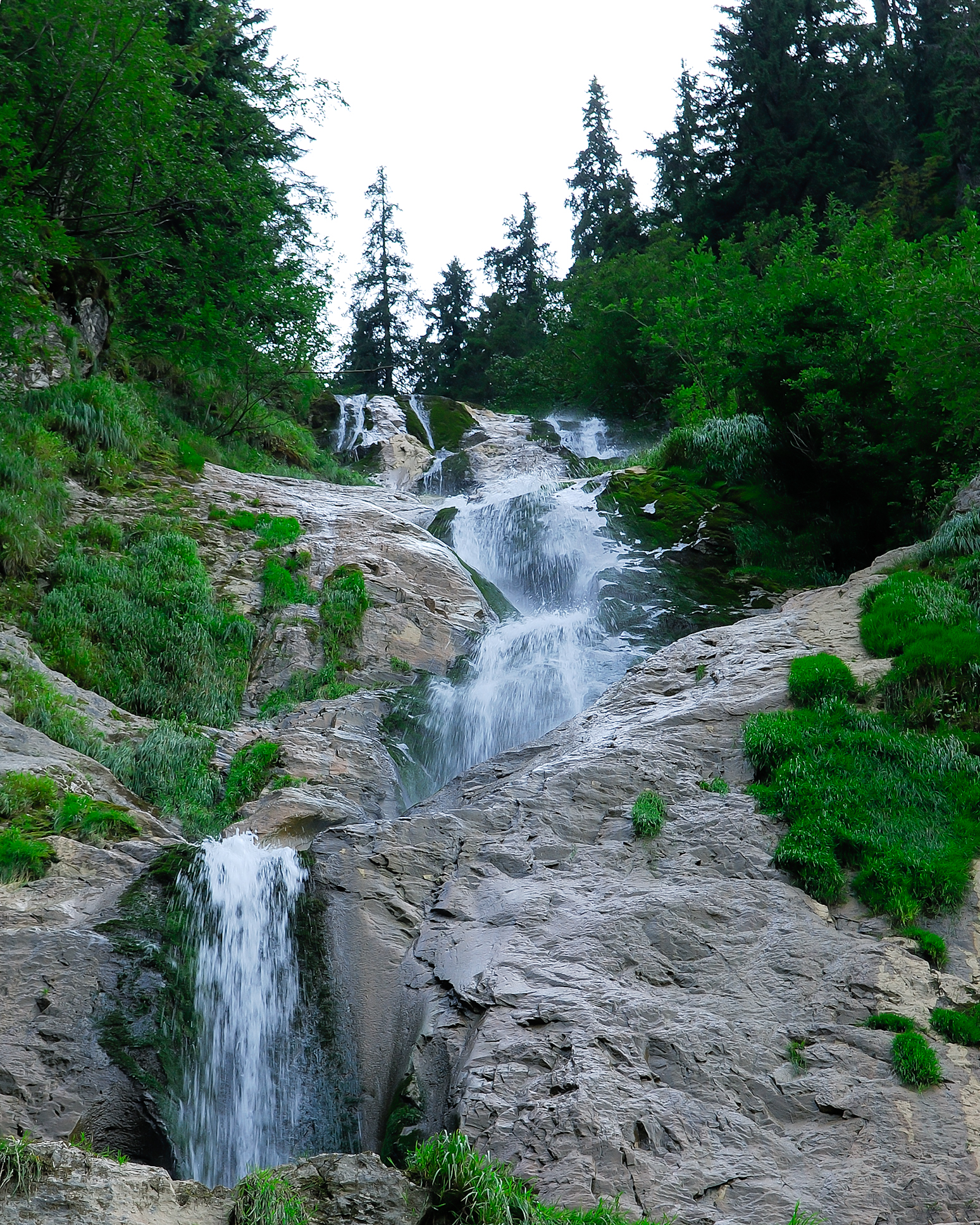
Cascada Cailor

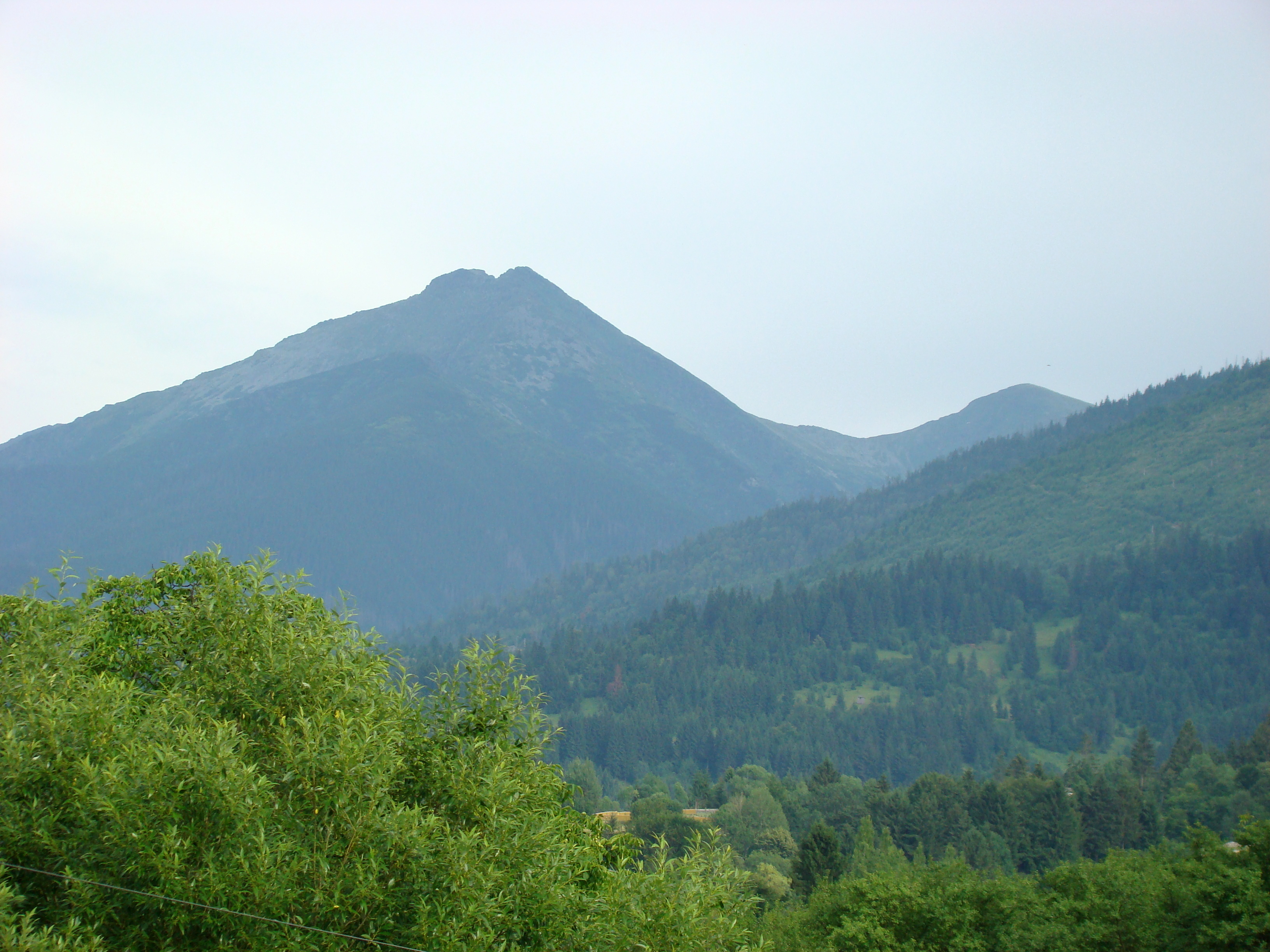
Vârful Pietrosu (2.303m)

Munții Rodnei fac parte din grupul de nord al Carpaților Orientali.  Cu înălțimea maximă de 2.303 de metri, atinsă de piscul Pietrosul, Munții Rodnei sunt cei mai înalți și mai greu de străbătut din lanțul Carpaților Orientali.

## Descriere generală
Culmea principală o lungime de peste 50 km și o lățime de 30–40 km, orientată est-vest, abruptă spre nord și domoală spre sud.
Munții apar sub forma unui horst alcătuit din șisturi cristaline, delimitat de falii profunde: Dragoș Vodă (la nord) și Rodnei (la sud). În partea sudică a munților apar roci vulcanice neogene, sub forma unor măguri dispuse în lungul Someșului Mare. Rocile sedimentare, de vârstă cretacică și paleogenă (marne, gresii conglomerate și calcare) care înconjoară masivul, au fost afectate de mișcările stirice și imprimă reliefului trăsături caracteristice. Din întregul lanț carpatic oriental, Munții Rodnei păstrează cel mai bine urmele ghețarilor cuaternari. Acești munți prezintă numeroase circuri glaciare (Ineu - Lala, Negoiescu, Iezer, Buhăescu, Izvorul Cailor, Puzdrele etc), chei și defileuri (Cheile Bistricioarei, defileurile Strâmba, Rebra, Cormoaia,  Pasul Prislop etc), cascade (Cascada Cailor cu o cădere de peste 80 m - cea mai mare din țară, treapta principală având peste 16 m  înălțime -, Gușet, Cormaia, Anieș, cascada Puzdrele care se află la 1.520 m altitudine).

## Peșteri
- Peștera Izvorul Tăușoarelor cu o lungime de peste 16 km
- Peștera Măglei
- Peștera Jgheabul lui Zalion. Galeriile sale totalizează 2.121 m și are o denivelare de 226 m. Intrarea în peșteră se face printr-un aven adânc de 44 m, cu un diametru de 3 m [2]
- Peștera Grota Zânelor, cu o lungime de 4.368 m, are coeficientul de ramificație cel mai mare din România.
- Peștera Izvorul Albastru al Izei, cu o lungime de 2.500 m,
- Peștera Baia lui Schneider, situată la peste 1.500 m altitudine, cu o lungime de 430 m [2]
- Peștera din Valea Cobășelului, situată în județul Bistrița-Năsăud, pe teritoriul administrativ al comunei Șanț.
- Peștera de la Obârșie (Piatra Busuiocului) [2]
- Peștera Laptelui (Peștera de sub Paltin) [2]

## Parcuri Naționale și Rezervații
Parcul Național Munții Rodnei reprezintă cea mai mare arie protejată, localizată în grupul nordic al Carpaților Orientali, pe o suprafață de 47.227 de hectare, din care 3.300 hectare au fost declarate în anul 1979 rezervație a biosferei.
La intrarea în parcul național, dinspre Borșa, se află Cascada Cailor, într-o zonă de un pitoresc deosebit. Stâncile din zonă sunt o mare atracție pentru alpiniști.
Rezervația științifică Pietrosu Mare se află în partea nord-vestică a Munților Rodnei. Aceasta se desfășoară de la circa 750 m la 2.303 m altitudine, incluzând în arealul ei reliefuri aparținând diferitelor cicluri de modelare (în special glaciar și periglaciar), precum și porțiuni din principalele etaje de vegetație ale Munților Rodnei. A fost înființată în 1932 și are și o zonă științifică de protecție absolută. În rezervație sunt prezente o serie de specii rare de plante, endemisme carpatice sau rodnene.
Rezervația naturală Piatra Rea, 50 hectare,  este protejată în special pentru abundența exemplarelor de floare de colț (Leontopodium alpinum).
Rezervația mixtă „Peștera și Izbucul Izvorul Albastru al Izei”, 100 hectare, este situată în partea estică a Munților Rodnei, pe versantul sudic al Muntelui Măgura. A fost declarată rezervație în anul 1977. Denumirea acestei arii geologice și peisagistice protejate vine de la nuanța verzui-albăstruie a izvorului carstic, unul din afluenții de obârșie al râului Iza. Peștera s-a format la zona de contact dintre șisturile cristaline ale Munților Rodnei și zona calcaroasă, având o lungime de 2.500 m, iar, după recartarea făcută de Clubul de speologie montană din Baia Mare, peștera are o dezvoltare de aproape 3.800 metri (în anul 2009).
Rezervația mixtă „Ineu - Lala”, 2.568 hectare, prezintă o largă dezvoltare a reliefului glaciar (custuri, circuri glaciare, văi glaciare, morene), cuprinzând elemente ale rețelei hidrografice (cascade, lacuri glaciare) și elemente ale florei și faunei caracteristice acestor munți: tisa, zâmbrul și cocoșul de mesteacăn.
Alte rezervații: 
- Rezervația botanică Poiana cu narcise din Muntele Saca,
- Rezervația speologică Peștera Cobășel,
- Rezervația naturală „Peștera de la Izvorul Tăușoarelor”" (prezinta cristale de gips),
- Rezervația naturală Izvorul Bătrâna,
- Rezervația mixtă Izvoarele Mihăiesei.